# Bohdan Hubski

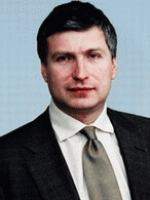
Bohdan Hubski (2007)

Bohdan Wołodymyrowycz Hubski, ukr. Богдан Володимирович Губський (ur. 30 marca 1963 w Kijowie) – ukraiński polityk i przedsiębiorca.

## Życiorys
Absolwent cybernetyki na Uniwersytecie Kijowskim, złożył następnie dysertacje kandydacką (1989) i doktorską (1998). Od 1985 do 1996 pracował jako nauczyciel akademicki na Uniwersytecie Kijowskim. W latach 1994–1998 był przewodniczącym rady dyrektorów koncernu przemysłowo-finansowego "Sławutycz", od 1992 także wicedyrektorem jednego z banków, a od 1993 zastępcą prezesa klubu piłkarskiego Dynamo Kijów. Wchodził w skład rad doradczych przy ukraińskim prezydencie i rządzie. Był partnerem w interesach m.in. Wiktora Medwedczuka, określano go mianem "kasjera Łeonida Kuczmy".
W 1998 i 2002 uzyskiwał mandat posła do Rady Najwyższej. Początkowo związany z oligarchiczną Zjednoczoną Socjaldemokratyczną Partia Ukrainy. W 2004 został przewodniczącym wspierającej Wiktora Janukowycza partii "Jedyna Ukrajina".
Po pomarańczowej rewolucji przeszedł do obozu Julii Tymoszenko. Z listy BJuT odnawiał mandat deputowanego w 2006 i 2007. Po przejęciu władzy przez Partię Regionów w trakcie VI kadencji opuścił frakcję parlamentarną bloku. W 2012 kandydował jako niezależny, wyniki w jego okręgu unieważniono.